# Tógó Heihacsiró
Tógó Heihacsiró (Kagosima, 1848. január 27. – Tokió, 1934. május 30.) japán főnemes (márki), a Japán Császári Haditengerészet flottatengernagya, az egyik leghíresebb japán haditengerész. Nyugati újságírók előszeretettel nevezték a Kelet Nelsonjának.

## Ifjúsága
Tógó 1848. január 27-én született Kagosima város Kadzsijacsó nevű városrészében, a mai Kagosima tartomány területén. Apja, a városrész többi lakójához hasonlóan a nagy hatalmú Simazu család szamurája volt, akik gyakorlatilag saját országukként uralták a középkori Szacuma hűbéri tartományt.
A Simazu család fontos szerepet játszott a Meidzsi-restauráció során, mint Meidzsi császár prominens katonai és politikai támogatói a Tokugava-sógunátus ellen vívott harcban (a Bosin-háború során), így Tógó admirálissal együtt sok Kadzsijacsóban született szamurájfi emelkedett magas pozícióba a Meidzsi-korban.

## A Tokugava-sógunátus elleni harcok (1863–1869)
Tógó első ízben 15 éves korában esett át a tűzkeresztségen, amikor 1863 augusztusában a Brit Királyi Haditengerészet ágyúzta Kagosima városát, büntetésül azért, mert az előző évben Simazu-szamurájok meggyilkoltak egy Japánban utazó brit kereskedőt azért, mert az nem tért ki egy magas rangú szamuráj útjából. A Simazu család megtagadta, hogy kártérítést fizessen az elhunyt rokonainak, az brit korona pedig büntető expedíciót küldött Szacuma ellen.
A következő évben a Simazu család elhatározta, hogy modern haditengerészetet létesítenek Szacuma védelmére – ehhez csatlakozott az ifjú Tógó két fivérével együtt. 1868 januárjában Tógót a modern Kaszuga lapátkerekes hadihajóra vezényelték, és Oszaka közelében részt vett az avai tengeri csatában a Tokugavák ellen.
A Bosin-háború kiterjedésével az immár tiszti rangú Tógó további tengeri ütközetekben vett részt a sógunátus erőivel szemben.

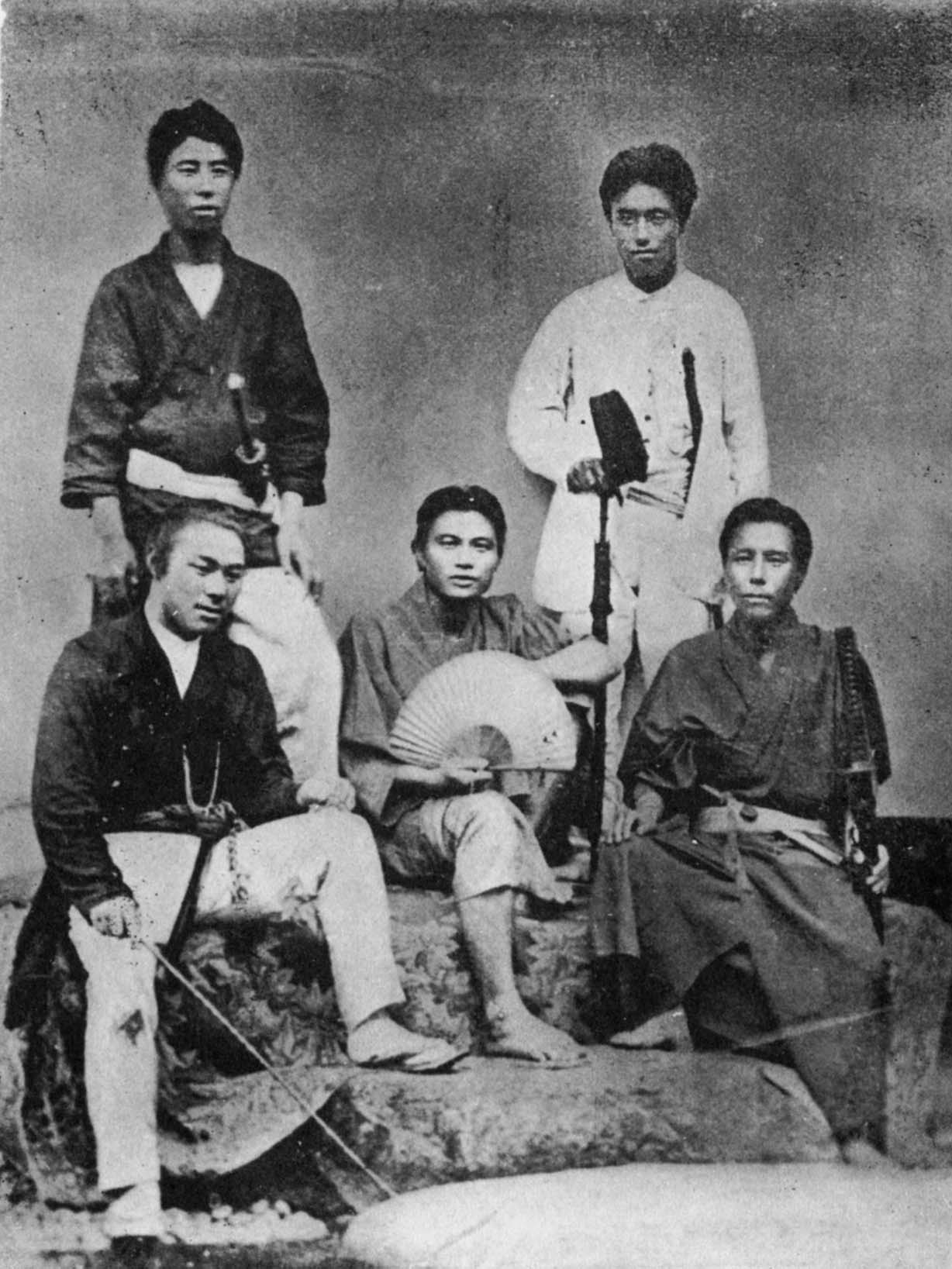
A Kaszuga, tisztjei 1869 augusztusában. Tógó jobb oldalon hátul fehérben.

## Nagy-Britanniai tanulmányok (1871–1878)

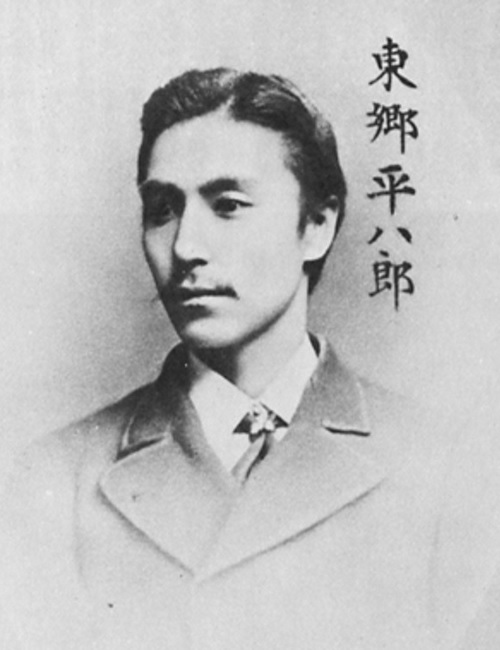
Tógó európai tartózkodása alatt 1877-ben

1871 és 1878 között tizenöt japán kadéttársával együtt Angliában folytatott tengerészeti tanulmányokat. Londonba érkeztek, amely abban az időben a világ legnagyobb és legnépesebb városa volt. A japánokat meghökkentette az európai város megannyi „furcsasága”: a kőből épült hatalmas házak sokasága, az átlagos európai szoba bútorzata, a hentesüzletek kirakatai, mert napokig tartott, amíg hozzászoktak a rengeteg hús látványához. A japán kadétokat elválasztották egymástól, és egyénileg kijelölt szállásokra küldték, hogy minél jobban elsajátítsák az angol nyelvet és a szokásokat. Tógót Plymouthba küldték, ahol 1872-ben a Temze hajózási kiképzőközpont állományába tartozó HMS Worcester vitorlás hadihajóra került mint tengerészkadét.
Tógó a kadétok ellátmányát elégtelennek találta: „Egy pillanat alatt befaltam a csekély adagomat. Szokásommá vált, hogy hatalmas adag kenyeret fogyasztottam el teába mártogatva, ami nagyon meglepte angol bajtársaimat” – emlékezett később. Bajtársai elcsodálkoztak hatalmas étvágyán, és azt távol-keleti emésztésének, vagy a rizs (vagy más megszokott táplálék) hiányának – esetleg az éghajlati különbségeknek tulajdonították. „Lehet, hogy egyszerűen ízlett neki az étel” – emlékeztek egykori kadéttársai, akik, a távol-keleti népek közti különbségeket nem ismerve Johnny a kínainak hívták társukat. A fiatal szamurájt mélyen sértette ez a gúnynév, és gyakran verekedésbe is keveredett miatta. Tógó azzal is meglepte angol társait, hogy osztályában másodikként végezte el a tengerésztanfolyamot.
1875-ben Tógó a Hampshire kiképzőhajó fedélzetén közönséges matrózként körbehajózta a Földet. Az út során több mint 70 napot töltött egyhuzamban tengeren (egyenesen Melbourne-be hajóztak), miközben a tengerészek ételén, sózott húson és kétszersültön élt. A déli féltekén „furcsa állatokat” figyelt meg, és a visszaúton több mint 30 ezer mérföldet hajózott. Tógó szemét különös, ismeretlen betegség támadta meg, és kis híján elveszítette látását. Arra kérte orvosait, hogy próbáljanak meg bármit, és a kezelések némelyike hihetetlen fájdalommal járt. Mr. Capel, közeli ismerőse ebben az időben megjegyezte: „ha nem a saját szememmel láttam volna, mennyit bír ki egy japán egyetlen panasz nélkül, magam sem hinném el”. Végül szemorvosai kezelései eredménnyel jártak, és megmentették Tógó látását. Cambridge-ben (nem a híres egyetemen) matematikát tanult.
Ezután Tógó a Királyi Tengerészeti Akadémián tanult Portsmouthban, majd Greenwichben a Királyi Tengerészeti Főiskolán. Angliai tartózkodása alatt a Japán Császári Haditengerészet három hadihajót rendelt brit hajóépítő cégektől. Tógó azonnal megragadta az alkalmat, hogy szakmai gyakorlat keretében közelről tanulmányozza a Fuszó páncélozott gőzös építését a Szamuda testvérek hajóépítő vállalkozásánál.
Tógó, frissen előléptetve tengerészhadnaggyá, 1878. május 22-én tért vissza Japánba a három új hadihajó egyikén, a Hiei korvetten.
Mivel nem volt Japánban, Tógó nem tudott részt venni az 1877-ben kitört és levert szacumai felkelésben. Később gyakran sajnálkozott a felkelés leverésén, különösen a felkelés katonai vezetője, korábbi személyes jótevője, Szaigó Takamori halála érintette fájdalmasan.

## Francia–kínai háború (1884–1885)
A Japán Császári Haditengerészet kötelékében hajózva Tógó gyorsan emelkedett a ranglétrán és számos hadihajó parancsnoka volt: először az 5 ágyús Daini Teibo gőzösön, majd az Amagin teljesített szolgálatot. A francia-kínai háború (1884–1885) során az Amagi fedélzetéről kísérte figyelemmel az Amédée Courbet admirális vezette francia egységek akcióit.
Tógó tanulmányozta a francia szárazföldi csapatok tajvani hadműveleteit is, ahol Joseph Joffre, a későbbi első világháborús főparancsnok irányította a harcokat.

## Első kínai–japán háború (1894–1895)
1894-ben, az első kínai–japán háború kezdetén Tógó, aki akkor a Naniva cirkáló parancsnoka volt, elsüllyesztette a brit Kowshing szállítóhajót, amelyet a kínaiak vettek bérbe csapatszállítónak.
Ez kis híján diplomáciai konfliktushoz vezetett Nagy-Britannia és Japán között, azonban Tógó és a japán diplomaták bebizonyították, hogy a hajó elsüllyesztése (amely felfegyverzett kínai katonákat szállított, akik a japán hajók láttán fellázadtak és átvették a hatalmat a hajón) a nemzetközi joggal összhangban történt. Tógó hírnevét ez az incidens alapozta meg, amikor nyilvánvalóvá vált, hogy nem csak tehetséges hajóparancsnok, hanem kényes nemzetközi ügyekben is magabiztosan kiismeri magát.
A háború végén Tógó a Naniva fedélzetén részt vett a Jalu folyó torkolatánál zajló döntő ütközetben, ami után ellentengernaggyá léptették elő 1895-ben.
A háború után Tógó valamelyest háttérbe szorult, és kevésbé fontos beosztásokat kapott, mint pl. a Haditengerészeti Főiskola és a szaszebói kiképzőközpont parancsnoka, illetve a flottatartalék parancsnoka.

## Orosz-japán háború (1904–1905)

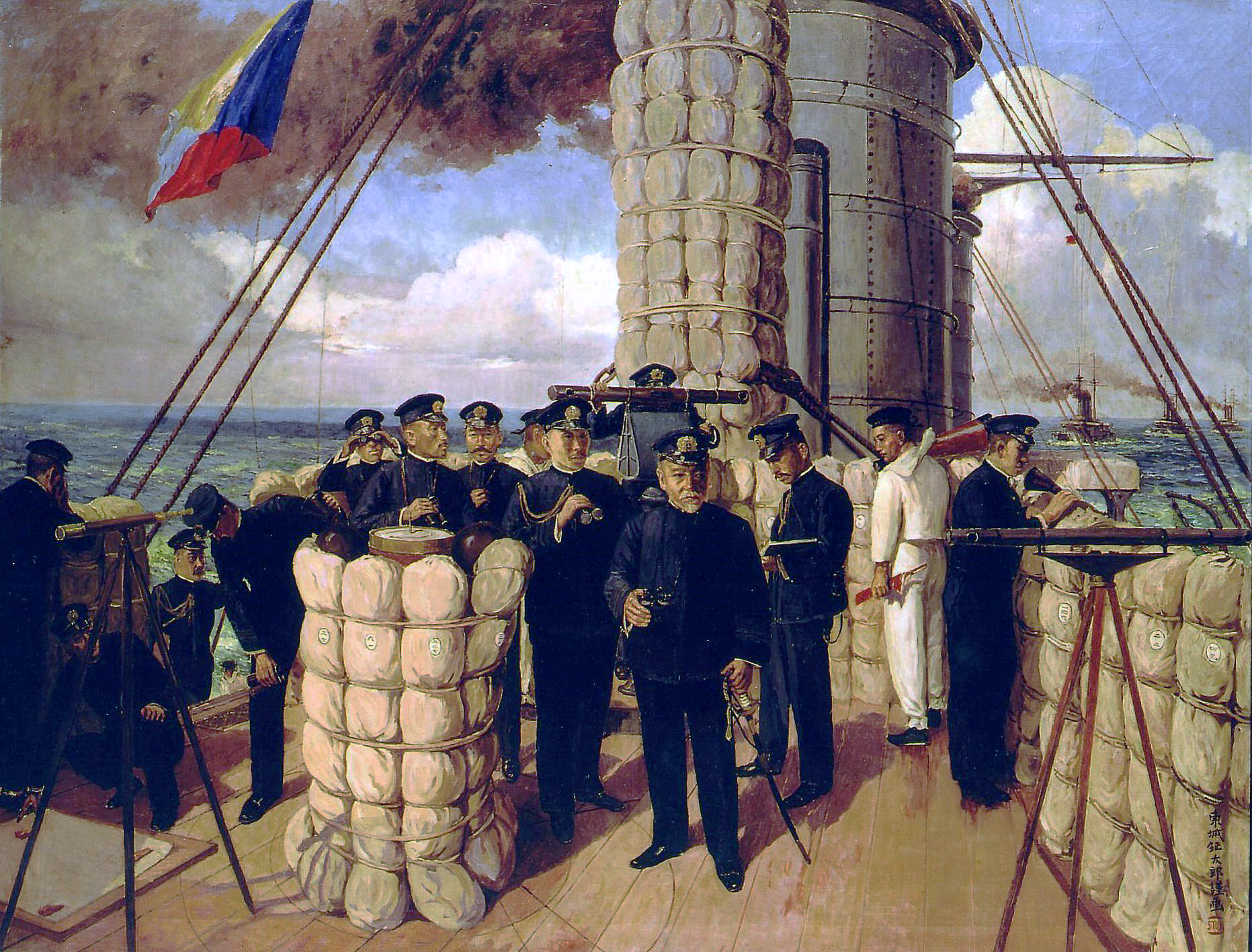
Tógó tengernagy a Mikasza csatahajó fedélzetén a csuzimai csatában

1903-ban a tengerészeti miniszter Tógót nevezte ki a japán flotta főerőinek parancsnokává. A váratlan előléptetés sokakat meglepett, közük az uralkodót, Meidzsi császárt is, aki megkérdezte, miért pont Tógóra esett a választás. „Mert Tógó szerencsés ember” – szólt a válasz.
Az orosz–japán háború során Tógó megtámadta a Port Arthur kikötőjében állomásozó orosz flottát, és három hajót elsüllyesztett. 1905 májusában a csuzimai csatában történelmi győzelmet aratva megsemmisítette az erősítésül küldött orosz Balti-tengeri Flottát. A jól képzett, modern hajókon harcoló japán haditengerészek megalázó vereséget mértek a 33 000 kilométeres utat megtett fáradt, demoralizált orosz flottára.
A csata egy csapásra eldöntötte a háború sorsát, és a következményeként kirobbanó orosz matrózfelkelések hozzájárultak az 1905-ös orosz forradalom kitöréséhez. Az 
Orosz Birodalom megszűnt komoly tengeri hatalom lenni.

## Későbbi élete

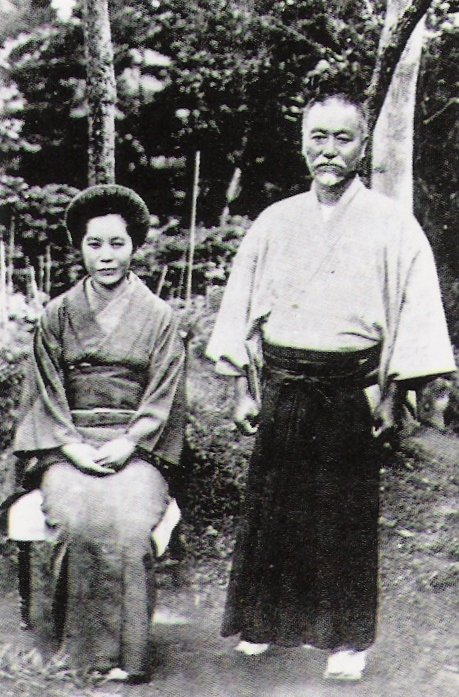
Tógó tengernagy feleségével, Tecuval 1913-ban

1906-ban VII. Eduárd brit király magas brit kitüntetést adományozott Tógónak.
Később előléptették a Japán Császári Flotta főparancsnokává, és grófi címet kapott, valamint Japán Legfelső Haditanácsának tagja lett.
1913-ban flottatengernaggyá léptették elő.
1914 és 1924 között Hirohito herceg, a későbbi uralkodó nevelését bízták rá.
Tógó többször is kifejezésre juttatta a politikától és politizálástól való viszolygását – határozottan ellenezte viszont a Londoni Tengerészeti Egyezmény aláírását.

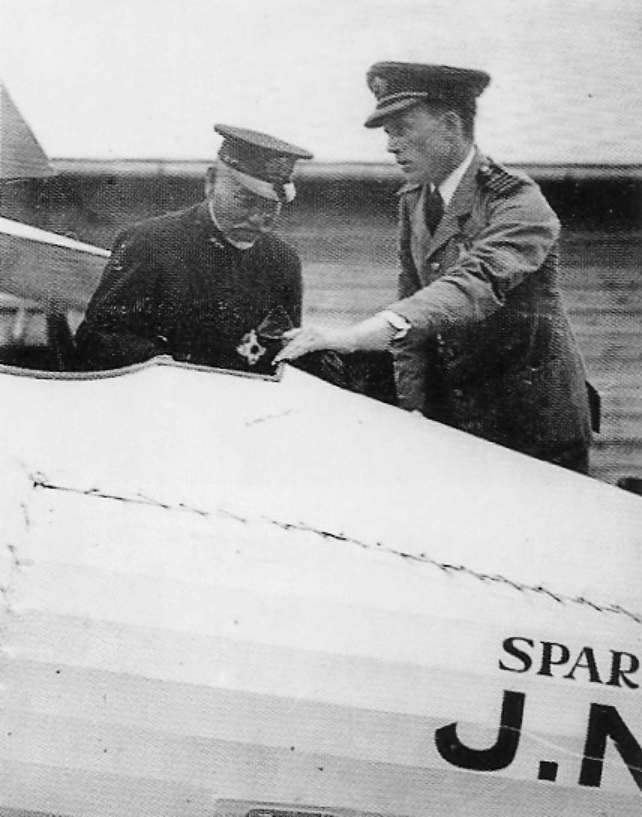
Sempill brit kapitány egy angol vadászgépet mutat meg Tógónak 1921-ben

1926-ban Japán legmagasabb rangú kitüntetését, a Krizantém-rend szalagját kapta meg, amelyet előtte csak az uralkodóház tagjai viseltek. 1934-ben, egy nappal halála előtt az uralkodó a márkik sorába emelte.
86 éves korában hunyt el, és a legmagasabb állami tiszteletadással temették el. Nagy-Britannia, az Egyesült Államok, Hollandia, Franciaország, Olaszország és Kína haditengerészetei küldtek hajókat, hogy tiszteletüket tegyék az admirális temetésén.
1940-ben szentélyt építettek a tiszteletére Tokióban, ahol a sintó vallás követői istenként tisztelhetik – amit egyébként maga Tógó határozottan elutasított élete során.
Tógó fia és unokája szintén a Japán Császári Haditengerészetnél szolgált, unokája a második világháború során a Leyte-öbölben vívott tengeri csatában esett el.

## Magyar vonatkozású érdekesség Tógó admirálissal kapcsolatban
1911-ben, V. György brit király megkoronázásának ünnepi hetében László Fülöp portrét készített a koronázásra meghívott Tógóról. 
A korabeli kritika úgy találta, hogy a portré "remekül jellemzi a szófukar, de annál élesebben gondolkozó nagyszerű katonai elmét. A művészi feladatot ezúttal izgatóan nehézzé tette az exotikus japán arc, mely nekünk európaiaknak kissé visszatetsző. László Fülöp virtuozitását dicséri, hogy a japán arctípust némi enyhítéssel még rokonszenvessé is tette, az apró termetnek pedig impozáns külsőt kölcsönzött az admirális egyenruha széles megfestésével."